# Irish League 1936-1937
L'Irish League 1936-1937 è stata la 43ª edizione della prima divisione del campionato nordirlandese di calcio.
Il campionato era formato da quattordici squadre e il Belfast Celtic vinse il titolo. Non vi furono retrocessioni.

## Classifica finale
| Pos. | Squadra          | G  | V  | N | P  | GF | GS | Punti |
| ---- | ---------------- | -- | -- | - | -- | -- | -- | ----- |
| 1    | Belfast Celtic   | 26 | 20 | 4 | 2  | 86 | 21 | 44    |
| 2    | Derry City       | 26 | 20 | 3 | 3  | 85 | 37 | 43    |
| 3    | Linfield         | 26 | 20 | 2 | 4  | 85 | 25 | 42    |
| 4    | Portadown        | 26 | 14 | 4 | 8  | 49 | 38 | 32    |
| 5    | Larne            | 26 | 13 | 2 | 11 | 63 | 57 | 28    |
| 6    | Newry Town       | 26 | 12 | 3 | 11 | 59 | 48 | 27    |
| 7    | Glentoran        | 26 | 11 | 3 | 12 | 65 | 65 | 25    |
| 8    | Cliftonville     | 26 | 9  | 6 | 11 | 56 | 64 | 24    |
| 9    | Glenavon         | 26 | 10 | 1 | 15 | 56 | 59 | 21    |
| 10   | Bangor           | 26 | 8  | 3 | 15 | 40 | 80 | 19    |
| 11   | Ards             | 26 | 8  | 2 | 16 | 42 | 73 | 18    |
| 12   | Coleraine        | 26 | 6  | 5 | 15 | 24 | 61 | 17    |
| 13   | Distillery       | 26 | 6  | 2 | 18 | 36 | 65 | 14    |
| 14   | Ballymena United | 26 | 4  | 2 | 20 | 34 | 87 | 10    |

G = Partite giocate; V = Vittorie; N = Nulle/Pareggi; P = Perse; GF = Goal fatti; GS = Goal subiti; 